# Линдбек, Ассар
Ассар Линдбек (швед. Assar Lindbeck; 26 января 1930 — август 2020) — шведский учёный, экономист и художник, представитель нового кейнсианства. Разработчик теории инсайдера-аутсайдера в экономике, которая пытается объяснить, почему падение заработной платы не приводит к полной занятости.

## Биография
Линдберг учился в университете Упсалы; стал доктором философии Стокгольмского университета в 1963 году. С 1971 по 1995 год занимал должности профессора Международной экономики Стокгольмского университета и директора Международного института исследований международной экономики, расположенного в Стокгольме. В качестве приглашенного профессора преподавал в Колумбийском (1968—1969) и Йельском (1976—1977) университетах. Лауреат премий Фрэнка Сейдмана и Б. Хармса (1996).

## Основные произведения
- «Безработица и макроэкономика» (англ. Unemployment and Macroeconomics, 1993);
- «Шведский эксперимент» (Det svenska Experimentet, 1998).